# 卡莫斯 (赫罗纳省)
卡莫斯，是西班牙加泰罗尼亚赫罗纳省的一个市镇。总面积15平方公里，总人口638人（2001年），人口密度43人/平方公里。